# Đại hội Đại biểu Nhân dân Khu tự trị Tây Tạng
Đại hội Đại biểu Nhân dân Khu tự trị Tây Tạng là đại hội đại biểu nhân dân địa phương của Khu tự trị Tây Tạng. Sau các quyết định của Đại hội Đại biểu Nhân dân Toàn quốc Cộng hòa Nhân dân Trung Hoa, việc thành lập Khu tự trị Tây Tạng và chính quyền khu vực đã chính thức được công bố trong kỳ họp đầu tiên của Đại hội Đại biểu Nhân dân Tây Tạng khóa I vào tháng 9 năm 1965 tại Lhasa.

## Lịch sử

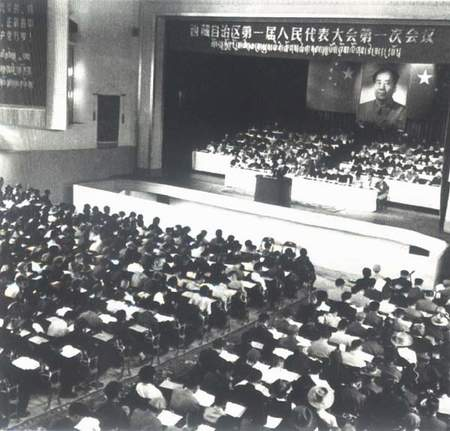
Kỳ họp đầu tiên của Đại hội Đại biểu Nhân dân Khu tự trị Tây Tạng khóa I năm 1965.

Ngày 8 tháng 9 năm 1965, kỳ họp đầu tiên của Đại hội Đại biểu Nhân dân Khu tự trị Tây Tạng khóa I đã hoàn tất việc bầu cơ quan tự quản của Khu tự trị Tây Tạng và giới lãnh đạo của khu vực này, cũng như việc thành lập chính thức Khu tự trị Tây Tạng. Ngapoi Ngawang Jigme được bầu làm Chủ tịch Khu tự trị Tây Tạng.

## Tổ chức
Hệ thống tổ chức của Đại hội Đại biểu Nhân dân Khu tự trị Tây Tạng bao gồm Đoàn Chủ tịch (tiếng Trung: 主席团), Ủy ban chuyên môn (tiếng Trung: 专门委员会) và Ủy ban thường vụ (tiếng Trung: 常务委员会). Chủ tịch điều hành của Đoàn Chủ tịch chủ trì các cuộc họp của Đại hội Đại biểu Nhân dân Khu tự trị Tây Tạng và các cuộc họp của Đoàn Chủ tịch.

### Đoàn Chủ tịch
Tại mỗi kỳ họp của Đại hội Đại biểu Nhân dân Khu tự trị Tây Tạng, một số chủ tịch được bầu để thành lập Văn phòng chủ trì công việc của kỳ họp. Các thành viên của Đoàn Chủ tịch bầu ra một số người trong số họ làm Chủ tịch thường trực chủ trì công việc hàng ngày của kỳ họp. Đại hội Đại biểu Nhân dân Khu tự trị Tây Tạng sẽ có một Bí thư trưởng và một số Phó Bí thư trưởng. Bí thư trưởng sẽ được Văn phòng đề cử và được Đại hội thông qua. Các Phó Bí thư trưởng do Văn phòng quyết định. Bí thư trưởng chỉ đạo công việc của Ban Bí thư và chịu trách nhiệm về các vấn đề của Đại hội Đại biểu Nhân dân .

### Ủy ban chuyên môn
Ủy ban chuyên môn chịu sự lãnh đạo của Đại hội Đại biểu Nhân dân Khu tự trị Tây Tạng; khi đại hội không họp thì chịu sự lãnh đạo của Ủy ban Thường vụ Đại hội Đại biểu Nhân dân Khu tự trị Tây Tạng. Dưới sự lãnh đạo của Đại hội Đại biểu Nhân dân Khu tự trị Tây Tạng và Ủy ban Thường vụ Đại hội Đại biểu Nhân dân cấp tỉnh, ủy ban chuyên môn nghiên cứu, cân nhắc và xây dựng các dự luật có liên quan; tiến hành điều tra, nghiên cứu và đưa ra khuyến nghị về các vấn đề thuộc thẩm quyền của Đại hội Đại biểu Nhân dân Khu tự trị Tây Tạng và Ủy ban Thường vụ Đại hội Đại biểu Nhân dân Khu tự trị Tây Tạng có liên quan đến những ủy ban này.

### Ủy ban Thường vụ
Ủy ban Thường vụ Đại hội Đại biểu Nhân dân Khu tự trị Tây Tạng là cơ quan thường trực của Đại hội Đại biểu Nhân dân Khu tự trị Tây Tạng, chịu trách nhiệm trước Đại hội Đại biểu Nhân dân Khu tự trị Tây Tạng và báo cáo về công tác của mình và họp ít nhất hai tháng một lần.

### Lãnh đạo Ủy ban Thường vụ
Đại hội Đại biểu Nhân dân Khu tự trị Tây Tạng khóa I–IIkhông có ủy ban thường vụ
Đại hội Đại biểu Nhân dân Khu tự trị Tây Tạng khóa III
- Nhiệm kỳ: Tháng 8 năm 1979–Tháng 4 năm 1983
- Chủ tịch: Ngapoi Ngawang Jigme→Dương Đông Sinh (Tháng 4 năm 1981–Tháng 11 năm 1982)
- Phó Chủ tịch: Raidi, Trần Tĩnh Ba, Miêu Bì Y, Vương Cảnh Chi, Hồ Tông Lâm, Derge Kelsang Wangdu [zh], Tsering Lhamo [zh], Tsogo Dondrup Tsering [zh], Langdun Kunga Wangchuk [zh], Sengchen Lozang Gyaltsen [zh], Dorje Tseten (được bầu tháng 4 năm 1981)
- Bí thư trưởng: Dorje Tseten (cách chức tháng 11 năm 1980), Gaisang Namgyai [zh] (được bầu tháng 11 năm 1980)

Đại hội Đại biểu Nhân dân Khu tự trị Tây Tạng khóa IV
- Nhiệm kỳ: Tháng 4 năm 1983–Tháng 7 năm 1988
- Chủ tịch: Ngapoi Ngawang Jigme
- Phó Chủ tịch: Pagbalha Geleg Namgyai, Derge Kelsang Wangdu [zh], Lý Bản Sơn (từ chức tháng 5 năm 1986), Sengchen Lozang Gyaltsen [zh], Sholkhang Thubten Nyima [zh], Tào Húc, Buduoji, Gaisang Namgyai [zh], Changdrong Tashi Dorje [zh], Bành Triết, Serkye Khensur Lhundrup Takha [zh] (được bầu tháng 7 năm 1984), Samding Dorje Phagmo [zh] (được bầu tháng 7 năm 1984), Vương Quảng Tây (được bầu tháng 7 năm 1987)
- Bí thư trưởng: Gaisang Namgyai [zh] (từ chức tháng 12 năm 1986), Wangdu Drakpa (được bầu tháng 7 năm 1987)

Đại hội Đại biểu Nhân dân Khu tự trị Tây Tạng khóa V
- Nhiệm kỳ: Tháng 7 năm 1988–Tháng 1 năm 1993
- Chủ tịch: Ngapoi Ngawang Jigme
- Phó Chủ tịch: Pagbalha Geleg Namgyai, Sengchen Lozang Gyaltsen [zh], Sholkhang Thubten Nyima [zh], Buduoji, Gaisang Namgyai [zh], Changdrong Tashi Dorje [zh], Serkye Khensur Lhundrup Takha [zh] (được bầu tháng 7 năm 1984), Samding Dorje Phagmo [zh], Vương Quảng Tây, Hồ Tùng Kiệt
- Bí thư trưởng: Wang Guangxi

Đại hội Đại biểu Nhân dân Khu tự trị Tây Tạng khóa VI
- Nhiệm kỳ: Tháng 1 năm 1993–Tháng 5 năm 1998
- Chủ tịch: Raidi
- Phó Chủ tịch: Phurjung [zh], Trịnh Anh, Sengchen Lozang Gyaltsen [zh], Buduoji, Gaisang Namgyai [zh], Samding Dorje Phagmo [zh], Công Đại Tây, Horkhang Sonam Palbar [zh], Tian Fujun, Li Weilun, Pema Dorje [zh], Yungdrung Gawa [zh], Thôi Kế Quốc, Chogyal [zh] (được bầu tháng 5 năm 1996), Sonam Dargye [zh] (được bầu tháng 5 năm 1996), Mã Quang Hoa (được bầu tháng 5 năm 1996), Chapel Tseten Puntsok (được bầu tháng 5 năm 1996)
- Bí thư trưởng: Mã Quang Hoa

Đại hội Đại biểu Nhân dân Khu tự trị Tây Tạng khóa VII
- Nhiệm kỳ: Tháng 5 năm 1998–Tháng 1 năm 2003
- Chủ tịch: Raidi
- Phó Chủ tịch: Phurjung [zh], Gyatso [zh], Buduoji, Zicheng, Cung Đại Hỷ, Lục Huệ Mẫn, Samding Dorje Phagmo [zh], Tsering Samdrup [zh], Losang Tenzin [zh], Yungdrung Gawa [zh], Chogyal [zh] (sinh 1946; được bầu lại), Sonam Dargye [zh], Mã Quang Hoa, Chogyal [zh] (sinh 1941), Aku [zh] (được bầu tháng 5 năm 2000), Yeshe Tenzin [zh] (được bầu tháng 5 năm 2000), Tôn Kỳ Văn (được bầu tháng 5 năm 2001)
- Bí thư trưởng: Mã Quang Hoa (từ chức tháng 5 năm 2001)→Từ Tuyết Quang (được bầu tháng 5 năm 2001)

Đại hội Đại biểu Nhân dân Khu tự trị Tây Tạng khóa VIII
- Nhiệm kỳ: Tháng 1 năm 2003–Tháng 1 năm 2008
- Chủ tịch: Raidi (từ chức tháng 5 năm 2003)→Legqog (được bầu tháng 5 năm 2003)
- Phó Chủ tịch: Li Guangwen (từ chức tháng 1 năm 2007), Losang Dondrup [zh], Samding Dorje Phagmo [zh], Tsering Samdrup [zh] (từ chức tháng 1 năm 2006), Yungdrung Gawa [zh], Bạch Chiêu, Tôn Kỳ Văn (từ chức tháng 1 năm 2007), Chogyal [zh] (sinh 1941; từ chức tháng 1 năm 2007), Dorje [zh], Chophel [zh], Jampa Ganden [zh], Aku [zh], Kim Hi Sinh, Mã Trạch Bi, Tseten Phuntsok [zh], Triệu Liên (được bầu tháng 1 năm 2006), Ngô Kế Liệt (Tháng 1 năm 2006–Tháng 1 năm 2007), Thubten Tsewang [zh] (được bầu tháng 1 năm 2007), Nyima Dradul [zh] (được bầu tháng 1 năm 2007)
- Bí thư trưởng: Hứa Tuyết Quang (từ chức tháng 1 năm 2007), Tống Thiện Lệ (được bầu tháng 1 năm 2007)

Đại hội Đại biểu Nhân dân Khu tự trị Tây Tạng khóa IX
- Nhiệm kỳ: Tháng 1 năm 2008–Tháng 1 năm 2013
- Chủ tịch: Legqog (từ chức tháng 1 năm 2010)→Qiangba Puncog (được bầu tháng 1 năm 2010)
- Phó Chủ tịch: Thubten Tsewang [zh] (từ chức tháng 1 năm 2011), Nyima Tsering [zh], Trương Nhạc Bình, Samding Dorje Phagmo [zh], Karma [zh], Chu Xuân Lai, Tống Thiện Lệ, Kelsang Tsering [zh] (từ chức tháng 1 năm 2011), Triệu Chính Tú, Đổng Minh Quân (từ chức tháng 1 năm 2011),  Adeng, Shingtsa Tenzin Chodrak [zh], Mã Như Long, Tsering [zh] (được bầu tháng 1 năm 2011), Dorje [zh] (được bầu tháng 1 năm 2011), Wu Jinhui (được bầu tháng 1 năm 2011)
- Bí thư trưởng: Triệu Chính Tú

Đại hội Đại biểu Nhân dân Khu tự trị Tây Tạng khóa X
- Nhiệm kỳ: Tháng 1 năm 2013–Tháng 1 năm 2018
- Chủ tịch: Padma Choling→Losang Jamcan (được bầu tháng 1 năm 2017)
- Phó Chủ tịch: Karma [zh], Zhou Chunlai, Zhao Zhengxiu, Samding Dorje Phagmo [zh], Shingtsa Tenzin Chodrak [zh], Mã Như Long (từ chức tháng 1 năm 2016), Dorje [zh] (từ chức tháng 1 năm 2016), Ngô Tấn Huy (từ chức tháng 1 năm 2016), Vương Thụy Liên, Triệu Hách (từ chức tháng 1 năm 2016), Tenzin Namgyal [zh], Odser [zh], Le Dake (cách chức tháng 10 năm 2015), Hứa Tuyết Quang (được bầu tháng 1 năm 2015), Cư Kiến Hoa (được bầu tháng 1 năm 2016), Lý Văn Hàn (được bầu tháng 1 năm 2016), Nyima Tsering [zh] (được bầu tháng 1 năm 2016), Trương Tiểu Hoa (được bầu tháng 1 năm 2016), Kỷ Quốc Cương (được bầu tháng 1 năm 2016), Duotuo (được bầu tháng 1 năm 2017)
- Bí thư trưởng: Đoàn Tương Chính (từ chức tháng 1 năm 2015), Lưu Quang Tự (được bầu tháng 1 năm 2015)

Đại hội Đại biểu Nhân dân Khu tự trị Tây Tạng khóa XI
- Nhiệm kỳ: Tháng 1 năm 2018–Tháng 1 năm 2023
- Chủ tịch: Losang Jamcan
- Phó Chủ tịch: Duotuo, Tenzin Namgyal [zh], Samding Dorje Phagmo [zh], Odser [zh], Hứa Tuyết Quang (từ chức tháng 1 năm 2022), Chimed Rigzin [zh] (từ chức tháng 1 năm 2022), Cư Kiến Hoa (từ chức tháng 1 năm 2021), Lý Văn Hàn (từ chức tháng 1 năm 2021), Nyima Tsering [zh], Kỷ Quốc Cương, Mã Thắng Xương, Vương Quân, Hứa Thành Thương, Đinh Dạ Tiên (từ chức tháng 1 năm 2021), Norbu Dondrup (được bầu tháng 1 năm 2021), Đường Minh Anh (được bầu tháng 1 năm 2021), Tangod [zh] (được bầu tháng 1 năm 2022)
- Bí thư trưởng: Lưu Quang Tự

Đại hội Đại biểu Nhân dân Khu tự trị Tây Tạng khóa XII
- Nhiệm kỳ: Tháng 1 năm 2023–nay
- Chủ tịch: Losang Jamcan
- Phó Chủ tịch: Tangod [zh], Gyaltsen [zh], Samding Dorje Phagmo [zh], Vương Quân, Trương Diễm Thanh, Hứa Thành Thương, Jampel [zh], Đường Minh Anh, Lưu Bách Thành, Lý Văn Ca, Tôn Hiến Trung, Lưu Quang Tự
- Bí thư trưởng: Lưu Quang Tự